# Porfirio Barba Jacob

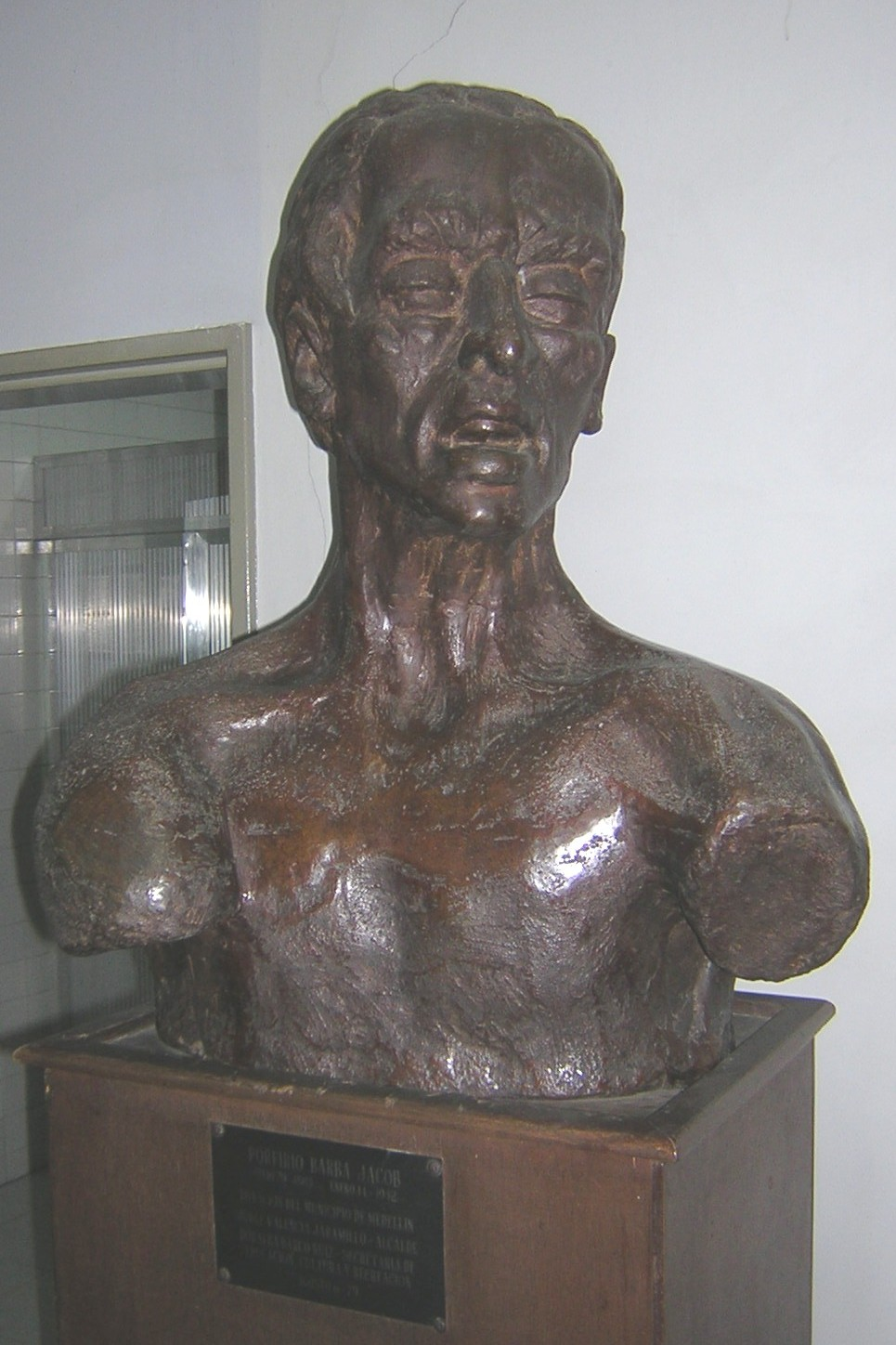
Porfirio Barba Jacob

Porfirio Barba Jacob, eigentlich Miguel Ángel Osorio Benítez (* 29. Juli 1883 in Santa Rosa de Osos, Dept. Antioquia; † 14. Januar 1942 in Mexiko-Stadt), war ein kolumbianischer Schriftsteller.
Barba Jacob war ein Sohn von Antonio M. Osorio und dessen Ehefrau Pastora Benítez. Neben seinem wichtigsten Pseudonym „Porfirio Barba Jacob“ verwandte Osorio auch die Decknamen „Ricardo Arenas“ und „Maín Ximénez“.
1897 kam Barba Jacob nach Medellín, um an der dortigen Universität Pädagogik zu studieren. Bereits nach kurzer Zeit brach er sein Studium ohne Abschluss ab und wechselte an die Universidad Nacional de Colombia, um dort Rechtswissenschaften zu belegen. Auch dieses Studium brach er bereits nach kurzer Zeit ohne Abschluss ab. Anschließend konnte er sich seinen Lebensunterhalt für einige Zeit als Hilfslehrer in Angostura verdienen.
1901 nahm Barba Jacob am Bürgerkrieg teil, desertierte aber dann nach Hause. In Bogotá gründete er die literarische Zeitschrift „Cancionero de Antioqia“ und versuchte vergeblich sie am Laufen zu halten. Als seine Großmutter gestorben war, ging er nach Kuba und ließ sich später in Mexiko nieder. Dort in Monterrey gründete Barba Jacob 1909 die Zeitschrift „Contemporánea“ und fungierte für seinen Lebensunterhalt in dieser Zeit als Chefredakteur der Zeitung „El Espectator“. Als solcher gehörte Barba Jacob zu den letzten Getreuen, die Präsident Porfirio Díaz vor der Revolution verteidigt hatten.
Als Ciudad Juárez im Frühjahr 1911 durch Francisco Madero erobert worden war, ging Barba Jacob in die USA und ließ sich später wieder für einige Zeit in Kuba nieder. Von dort ging er nach einem längeren Aufenthalt in Puerto Rico wieder nach Mexiko. Dort gründete er 1914 die Zeitung „Churubusco“ und veröffentlichte als freier Mitarbeiter regelmäßig für die Zeitung „El imparcial“ Schmähschriften gegen Präsident Plutarco Elías Calles. Nachdem er von diesem des Landes verwiesen worden war, irrte er durch mehrere Länder Mittelamerikas.
In El Salvador wurde Barba Jacob der Unmoral bezichtigt und wegen politischer Subversion des Landes verwiesen. In Guatemala stand er unter Mordverdacht, da der wirkliche Mörder gleich seinem Pseudonym Ricardo Arenas hieß. Barba Jacob legte diesen Namen ab und nannte sich von da an zeit seines Lebens Porfirio Barba Jacob.
1919 ließ er sich in Monterrey nieder, später in Guadalajara. Präsident Álvaro Obregón wurde auf Barba Jacobs politische Zeitungsartikel aufmerksam und ernannte ihn 1921 zum Direktor der mexikanischen Nationalbibliothek. 1926 legte er dieses Amt nieder und ging nach Lima. Dort übernahm er als Chefredakteur die Leitung der Zeitung „La Prensa“, der inoffiziellen Parteizeitung Präsident Augusto Leguía y Salcedo. Mitte 1927 legte Barba Jacob bereits wieder nieder und kehrte in sein Heimatland Kolumbien zurück.
Auch dort konnte er nicht Fuß fassen und so ließ er sich im Frühjahr 1930 in Mexiko-Stadt nieder. Er schrieb weiterhin als freier Mitarbeiter für verschiedene Zeitungen und Zeitschriften, war aber in dieser Zeit bereits krank. Mit 58 Jahren starb Barba Jacob einsam und verarmt am 14. Januar 1942 in Mexiko-Stadt und fand seine letzte Ruhestätte an der Rotonda de las personas ilustres auf dem Friedhof Panteón de Dolores.

## Zitat
Dieter Reichardt berichtet in seinem Werk „Lateinamerikanische Autoren“ (s. u.) über Porfirio Barba Jacob:
Literaturgeschichtlich bezeichnet seine Lyrik die letzte Phase des columbianischen Modernismus', der von J. A. Silvas delikater, gedankentiefer Poesie eingeleitet wurde und in G. Valencias kunstvoll elaborierter Sterilität seinen Höhepunkt erlangte. Ohne Valencias Perfektion ganz zu erreichen, greift O. den modernistischen Formenreichtum auf. Seine Thematik von Liebe, Sünde, Wollust, Schmerz, Angst, Einsamkeit hingegen verweist auf Romantik und Décadence Baudelairescher Prägung - deutlicher jedoch auf sein eigenes Leben und seine zutiefst romantische Persönlichkeit.

## Werke (Auswahl)
- La canción de la vida profunda y otros poemas. 19237.
- Canciones y elegías. 1932/33.
- El corazón iluminado. 1942.
- Poemas intemporales. 1943.
- Poesías completas. 1960.
- Rosas negras. 1933.